# 赫茹格里姆
赫茹格里姆（Herugrim，又譯西魯格因）是托爾金（J. R. R. Tolkien）奇幻小說裡的虛構武器。在古英語裡，「赫茹格里姆」的意思是「兇猛的劍」。
赫茹格里姆是洛汗國王希優頓（Théoden）的配劍，希優頓曾將赫茹格里姆交託給葛力馬·巧言（Gríma Wormtongue）保管，葛力馬卻把它收藏起來。甘道夫（Gandalf）恢復了希優頓的力量後，赫茹格里姆才能重新被起用。希優頓在聖盔谷之戰及帕蘭諾平原戰役皆使用赫茹格里姆作戰殺敵。

## 改編描述
在彼得·傑克森的電影《魔戒》，赫茹格里姆的劍柄上有馬頭的造型。